# Senden (Nordrhein-Westfalen)
Senden är en kommun och ort i Kreis Coesfeld, i det tyska förbundslandet Nordrhein-Westfalen. Kommunen har cirka  21 000 invånare, på en yta av 109 kvadratkilometer, och är en del av Münsters storstadsområde.